# Victor Pădureanu
Victor Pădureanu (ur. 24 lipca 1924, zm. w 1989 roku w Bukareszcie) – rumuński sędzia piłkarski.
W rumuńskiej ekstraklasie piłkarskiej (Divizia A) debiutował 2 kwietnia 1961, w meczu Minerul Lupeni - Dinamo Bacau (0:1). Spędził w niej 14 sezonów, do 2 czerwca 1974; sędziował łącznie 90 spotkań. 
Posiadał również uprawnienia sędziego międzynarodowego. Zapadł w pamięć polskich kibiców po meczu eliminacyjnym do Igrzysk Olimpijskich 1972 Bułgaria - Polska, który został rozegrany 16 kwietnia 1972 w Starej Zagorze. Spotkanie to było bardzo ważne dla reprezentacji Polski, gdyż porażka w tym meczu oraz wysoka wygrana Bułgarii nad Hiszpanią doprowadziłaby do odpadnięcia już w eliminacjach.
Reprezentacja Polski prowadziła po pierwszej połowie z Bułgarią 1:0 po bramce Włodzimierza Lubańskiego. Jednak w 67 minucie meczu po przepychankach w polu karnym, ku zaskoczeniu polskich zawodników, sędzia podyktował rzut karny dla Bułgarii. Po wykorzystaniu rzutu karnego przez Christo Bonewa, Lubański wdał się w kłótnię z sędzią. Reakcją była czerwona kartka dla Lubańskiego, a Polska musiała grać kolejne 20 minut w osłabieniu. Kolejna kontrowersyjna decyzja Victora Pădureanu to nieuznanie bramki Jana Banasia. Sędzia, który znajdował się wówczas blisko całej akcji, początkowo nie przerwał gry i uznał gola. Jednak po protestach Bułgarów i konsultacji z sędzią liniowym, który nie podniósł chorągiewki, odwołał bramkę. W 80 minucie gospodarze objęli prowadzenie po bramce Mładena Wasiliewa. Siedem minut później miała miejsce kolejna kontrowersyjna decyzja sędziego, który uznał bramkę Christo Bonewa, choć ten był na kilkumetrowym spalonym. Mecz zakończył się wynikiem 3:1 dla gospodarzy, a Victor Pădureanu stał się w Polsce symbolem stronniczego sędziowania.
Reprezentacja Polski awansowała jednak do Igrzysk Olimpijskich, gdzie zdobyła złoty medal po zwycięstwie 2:1 nad Węgrami w finale.